# Bresson, Isère
Bresson är en kommun i departementet Isère i regionen Auvergne-Rhône-Alpes i sydöstra Frankrike. Kommunen ligger i kantonen Échirolles-Est som tillhör arrondissementet Grenoble. År 2022 hade Bresson 671 invånare.

## Befolkningsutveckling
Antalet invånare i kommunen Bresson
Referens:INSEE